# Cody Garbrandt
Cody Garbrandt (Uhrichsville, 7 juli 1991) is een Amerikaanse MMA-vechter. Hij was van 30 december 2016 tot 4 november 2017 wereldkampioen bantamgewicht (tot 61 kilo) bij de UFC.

## Carrière
Garbrandt begon in zijn tienerjaren met boksen en behoorde op zijn middelbare school tot het worstelteam. Hij begon in 2009 met MMA in het amateurcircuit en debuteerde op 29 december 2012 als prof. Die dag versloeg hij Charles Kessinger in 4.11 minuten door middel van een technische knock-out (TKO). Nadat hij ook zijn volgende vier tegenstanders knock-out (KO) dan wel TKO sloeg, tekende Garbrandt in oktober 2014 bij de UFC.
Garbrandt debuteerde op 3 januari 2015 onder de vlag van de UFC met een gevecht tegen Marcus Brimage. Hij moest die dag voor het eerst drie ronden vechten, maar sloeg ook Brimage tien seconden voor het einde van hun partij TKO. Zijn volgende tegenstander Henry Briones was de eerste die hij niet voortijdig kon verslaan. De jury wees hem na afloop van hun confrontatie wel unaniem als winnaar aan. Garbrandt begon te klimmen in de rangschikking van de UFC en nam het in mei 2016 op tegen de net als hem op dat moment nog ongeslagen Thomas Almeida. Hij vloerde de Braziliaan in 2.53 minuten. Zijn volgende tegenstander Takeya Mizugaki sloeg hij in augustus 2016 in 48 seconden TKO.
Met tien overwinningen en nul verliespartijen achter zijn naam, gunde de UFC Garbrandt op 30 december 2016 een titelgevecht tegen regerend UFC-kampioen bantamgewicht Dominick Cruz. Hij moest die dag voor het eerst in zijn carrière vijf ronden van vijf minuten volmaken en sloeg Cruz daarin meermaals tegen de grond. Na afloop van de partij wees de jury hem unaniem aan als nieuwe UFC-kampioen in het bantamgewicht.
Garbrandt leed op 4 november 2017 zijn eerste nederlaag en verloor daarbij zijn UFC-titel. Zijn voormalig ploeggenoot en eerder al een keer kampioen T.J. Dillashaw sloeg hem die dag (technisch) knock-out. Vlak voor het einde van de eerste ronde sloeg Garbrandt  Dillashaw eerst zelf neer, maar vrijwel direct daarna ging de bel. Dillashaw vloerde Garbrandt in de tweede ronde eerst met een trap naar het hoofd en vlak daarna met een stoot. Die laatste keer dook hij op Garbrandt, die zich daarna niet meer afdoende verdedigde. Daarom beëindigde de arbitrage het gevecht en was Garbrandt zijn titel kwijt. De UFC gunde Garbrandt in augustus 2018 een directe rematch. Dillashaw won opnieuw, deze keer op basis van een TKO in de eerste ronde. Nadat Garbrandt een stoot met rechts kreeg, was hij zo verdwaasd dat Dillashaw hem in de daaropvolgende twintig seconden vrijwel ongehinderd tegen zijn hoofd kon slaan en schoppen. De scheidsrechter beëindigde daarop het gevecht. Garbrandt ging in maart 2019 voor de derde keer op rij knock-out, voor de tweede keer op rij in de eerste ronde. Deze keer door toedoen van Pedro Munhoz.